# Ben-Hur (película de 1925)
Ben-Hur (título original: Ben-Hur: A Tale of the Christ) es una película estadounidense estrenada el 30 de diciembre de 1925, basada en la novela homónima de 1880 escrita por Lew Wallace, que cuenta la vida de Judah Ben-Hur en relación con la tradición sobre la vida de Jesús de Nazaret. 
Fue la segunda película de la historia del cine que se basaba en esta novela, tras la versión que dirigiera Sidney Olcott en 1907. El filme fue dirigido por Fred Niblo para la Metro-Goldwyn-Mayer y supuso un extraordinario éxito, aunque dados los inmensos costos de producción, no obtuvo grandes beneficios. 
En 1997, la película fue considerada «cultural, histórica y estéticamente significativa» por la Biblioteca del Congreso de Estados Unidos y seleccionada para su preservación en el National Film Registry.

## Sinopsis

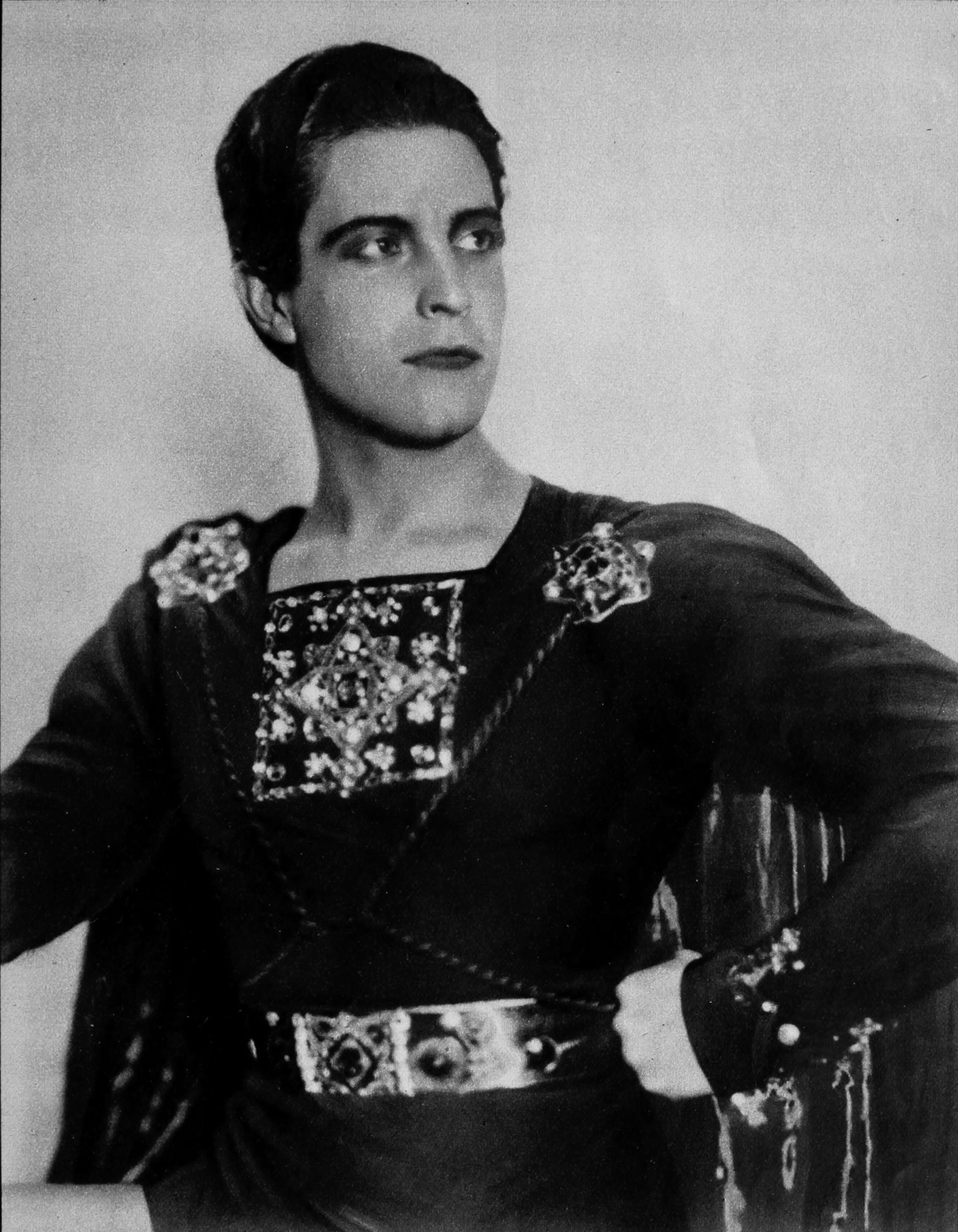
Ramón Novarro caracterizado como Judah Ben-Hur.

El día de Navidad José y María llegan a Belén, donde tendrá lugar el nacimiento de Jesús, el anhelado mesías del pueblo judío, que llega al mundo observado por los Reyes Magos.
La acción se sitúa luego en el año 26. Los hebreos sufren una violenta represión a manos de Roma. Judah Ben-Hur, un joven judío, conversa con Messala, un antiguo amigo de la infancia que se ha convertido en centurión romano al frente de una de sus guarniciones. Sin embargo, ha pasado mucho tiempo desde entonces. Messala ya no es el mismo y la charla acaba en discusión.
Entretanto, mientras la comitiva que acompaña al tirano Gratus pasa al lado de la vivienda de Ben-Hur, se desploma un trozo de tejado. Las autoridades romanas lo interpretan como un atentado y Messala detiene inmediatamente tanto a Judah (que es sentenciado a perpetuidad a remar en las galeras) como a su madre y hermana.
En Nazaret, camino hacia la flota adonde dirigen a Judah a cumplir con su pena, la columna de cautivos hace parada para calmar la sed frente a la carpintería de José. En contra de lo ordenado por un centurión, aparece Jesús y ofrece agua a un sediento Ben-Hur.
Al cabo de tres años, la nave donde rema Judah es atacada por piratas. En medio del combate, el protagonista consigue escapar salvando al tribuno de la plebe Quinto Arrio. Son rescatados de la balsa a la deriva en donde se encontraban por una flota imperial y Quinto Arrio agradece a Ben Hur los favores adoptándole y convirtiéndole en un atleta conductor de cuadrigas.
Pero la añoranza de su tierra y su gente lleva a Judah a regresar a su lugar natal. Participa antes en Antioquía, regida por el jeque Ilderlim, como auriga enfrentándose a Messala. Además, una seductora joven egipcia intenta obtener los favores de Ben-Hur, pero es rechazada por este que, poco después obtiene una victoria en la que Messala muere. Con el dinero ganado, Judah recluta dos legiones para ofrecérselas a Jesús, a quien considera el salvador de su pueblo, pero este las rechaza predicando la paz.
Judah se encuentra con los seguidores de Cristo, entre los que se encuentra María Magdalena, y se integra entre ellos. La bella Esther, de quien Ben-Hur se enamora, reconoce a la familia de Judah entre unos leprosos y la conduce ante Jesús, que, ya camino del calvario, en uno de sus últimos actos, las cura milagrosamente. Tras la crucifixión de Jesús, Judah, su madre y su hermana regresan a su hogar con la convicción de que se inaugura una nueva era.

## Reparto
- Ramon Novarro - Judá Ben-Hur
- Francis X. Bushman - Mesala
- May McAvoy - Esther
- Betty Bronson - María
- Claire McDowell - Miriam, Princesa de Hur
- Kathleen Key - Tirzah
- Carmel Myers - Iras
- Nigel De Brulier - Simonides
- Mitchell Lewis - Sheik Ilderim
- Leo White - Sanballat
- Frank Currier - Quinto Arrio
- Charles Belcher - Baltasar
- Dale Fuller - Amrah
- Winter Hall - José de Nazaret

## Producción
Ben-Hur está considerada como la película más conocida de la etapa muda de la Metro-Goldwyn-Mayer. Fue el proyecto más complejo de la recién creada empresa y con ella, Louis B. Mayer e Irving Thalberg pretendieron demostrar cómo una producción enorme podía transformar a la MGM en la productora más importante de Hollywood.
Samuel Goldwyn consiguió hacerse con los derechos de autor hacia 1920 de la novela de Lew Wallace, por lo que pudo titularse exactamente como la obra de la que procedía, originalmente Ben-Hur: A Tale of the Christ. Con ello la productora inicia el proyecto, encargando a la diseñadora de la producción, June Mathis, la tarea de encontrar un director solvente y adecuado. Contactó primeramente con Rex Ingram y con Erich von Stroheim, sin que pudiera llegar con ninguno de ellos a un acuerdo. Posteriormente eligió a Charles J. Brabin como realizador y a George Walsh para desempeñar el papel de protagonista, iniciándose el rodaje en exteriores de Italia y Egipto.
Sin embargo, pronto comenzarían los incidentes e irregularidades en la producción, lo que obligó a Irving Thalberg, responsable máximo de la gerencia de la recientemente fusionada MGM, a introducir cambios drásticos. Thalberg sustituye al director y al actor protagonista y destituye a June Mathis como jefa de producción. Se determinó que todo el equipo regresara a los Estados Unidos y que el rodaje tuviera lugar en Culver City. Desde 1921 la labor de producción de esta cinta fue prolija y complicada, prolongándose solo la toma de vistas durante tres años.
La batalla naval fue filmada en parte en el mar de Livorno y en parte en platós donde se construyó una enorme piscina.
Para la imprescindible carrera de cuadrigas se utilizaron 42 cámaras con sus respectivos operadores, 56.000 metros de película (reducidos por el jefe de montaje, Lloyd Nosler, a unos vertiginosos 210 metros de trepidante ritmo cinematográfico.) y grandes escenografías. En el trabajo técnico destacó el responsable de los efectos especiales, J. Arnold Gillespie, que usó cuatro mil extras y varios miles de muñecos articulados para crear la ilusión del Coliseo de Antioquía (en puridad debería haber sido un circo romano) atestado de espectadores. Sobre este metraje se introdujeron posteriormente los primeros planos de Ramón Novarro y Francis X. Bushman.
La cinta cuenta con varias secuencias en Technicolor de dos colores, sobre todo las secuencias que implicaban a Jesús. Uno de los ayudantes de dirección de esta secuencia era un joven William Wyler, que dirigiría la versión de 1959. 
Pese a todos estos sucesos, no se escatimaron gastos en la creencia de que en esta película la recién creada Metro Goldwyn Mayer se jugaba el ser o no ser; y con decisión, la obra fue culminada para su estreno a fines de 1925.

## Recepción de taquilla y crítica
Las críticas de su estreno en el George M. Cohan Theatre de Nueva York fueron elogiosas, aunque no consiguieron que, pese a un formidable éxito de público, la película recaudara en taquilla lo necesario para superar con creces los extraordinarios costes de alrededor de cuatro millones de dólares que había requerido su producción. La obra fue más útil a su productora por el prestigio que le reportaba y la solvencia económica que en esta empresa había demostrado, que por su rendimiento en taquilla.